# Permobrya mirabilis
Genre
Espèce
Permobrya mirabilis, unique représentant du genre Permobrya, est une espèce fossile de collemboles de la famille des Entomobryidae.

## Distribution
Cette espèce a été découverte en Afrique du Sud dans la formation Vryheid. Elle date du Kungurien au Permien .

## Publication originale
- Riek, 1976 : An entomobryid collembolan (Hexapoda: Collembola) from the Lower Permain of southern Africa. Palaeontologica Africana, vol. 19, p. 141-143 (en).